# Akodon juninensis
Akodon juninensis là một loài động vật có vú trong họ Cricetidae, bộ Gặm nhấm. Loài này được Myers, Patton, & Smith mô tả năm 1990.
Loài chuột này được tìm thấy ở Peru.